# Hjortahammar
Hjortahammar – cmentarzysko znajdujące się w południowej Szwecji w gminie Ronneby. Jedno z największych w regionie Blekinge.
Pole pochówków znajduje się na ozie tworzącym półwysep na wybrzeżu Bałtyku. Od 1982 wchodzi w skład rezerwatu przyrody Vambåsa hagmarker. Ponieważ przedmiotem ochrony tego rezerwatu są m.in. siedliska bezleśne, prowadzony na nim jest wypas owiec.
Na cmentarzysku znajdują się groby pochodzące głównie z pierwszego tysiąclecia n.e. W północnej części znajdują się starsze groby z epoki żelaza (ok. 0–400 n.e.), w południowej młodsze z przełomu epoki żelaza i epoki wikingów (ok. 700–1050 n.e.). Na powierzchni zachowało się ok. 120 kamieni nagrobnych, więcej grobów znajduje się pod powierzchnią. Część kamieni nagrobnych postawiona jest na sztorc jako menhiry, niektóre tworzą kręgi. Wśród znalezisk archeologicznych wymieniana jest owalna brosza z X w. Artefakty w tym stylu znane są z niewielu stanowisk, choć znajdowane są od Islandii po Szwecję. 
Początkowo przypuszczano, że cmentarzysko jest miejscem pochówku ofiar bitwy morskiej z czasów wikingów. Dopiero badania archeologiczne ujawniły, że groby pochodzą z dłuższego okresu. W pobliżu cmentarzyska znajdował się ważny port, a same okolice nadawały się do osadnictwa rolniczego.